# ژولت ارشک
ژولت اِرشک (مجاری: Érsek Zsolt؛ زادهٔ ۱۳ ژوئن ۱۹۶۶) ورزشکار شمشیربازی اهل مجارستان است.
وی در مسابقات کشوری و بین‌المللی در مجموع برندهٔ ۱ مدال برنز شده‌است.